# Heinz-Otto Peitgen
Heinz-Otto Peitgen (Nümbrecht, 30 de abril de 1945) é um matemático alemão.

## Publicações selecionadas
- The Beauty of Fractals, Springer, Heidelberg, 1986 (com Peter Richter), ISBN 0-387-15851-0.
- The Science of Fractal Images, Springer-Verlag, New York, 1988 (com D. Saupe) ("based on a Course for SIGGRAPH'87"), ISBN 0-387-96608-0
- Chaos and Fractals - New Frontiers of Science, Springer-Verlag, New York,  1992 (com Hartmut Jürgens, Dietmar Saupe), 2. Edição 2004, ISBN 978-0-387-20229-7 (Google Books)
- Newton's Method and Dynamical Systems, Kluwer Academic Publishers, Dordrecht, 1989
- Fractals for the Classroom – Part One, Springer-Verlag, New York e NCTM, 1991 (com H. Jürgens e D. Saupe)
- Fractals for the Classroom – Part Two, Springer-Verlag, New York e NCTM, 1992 (com H. Jürgens e D. Saupe)
- Fractals for the Classroom – Strategic Activities, Vol. 1, Springer-Verlag, New York e NCTM, 1990 (com H. Jürgens, D. Saupe, E. Maletsky, T. Perciante e L. Yunker)
- Fractals for the Classroom – Strategic Activities, Vol. 2, Springer Verlag, New York e NCTM, 1992 (com H. Jürgens, D. Saupe, E. Maletsky, T. Perciante e L. Yunker)
- Fractals for the Classroom – Strategic Activities, Vol. 3, Springer Verlag, New York e NCTM, 1999 (com H. Jürgens, D. Saupe, E. Maletsky, T. Perciante)